# Melinda Gebbie
Melinda Gebbie (San Francisco) é uma desenhista norte-americana, cujos trabalhos mais conhecidos são Cobweb e Lost Girls (ambos com roteiros de Alan Moore). Melinda começou a trabalhar com quadrinhos em 1973, tendo publicado sua primeira tira cômica na revista Wimmen's Comix #3, uma antologia voltada exclusivamente para artistas mulheres. A partir daí, passou a publicar em diversas antologias até que lançou seu primeiro livro solo em 1977, Fresca Zizis. Em 1984, ela se mudou para a Inglaterra. Após um breve casamento com o poeta Adam Cornford em 1984, Melinda voltou a se casar em 12 de maio de 2007, com Alan Moore.
A edição brasileira de Lost Girls ganhou o 20º Troféu HQ Mix, em 2008, na categoria "publicação erótica".